# Karol Kniaziewicz

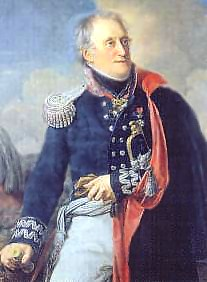
Porträt Karol Kniaziewiczs

Karol Kniaziewicz (* 4. Mai 1762 in Assiten, Kurland; † 9. Mai 1842 in Paris) war ein polnischer General.
Kniaziewicz trat 1778 in die Artillerie und wurde 1792 für sein tapferes Verhalten in der Schlacht bei Dubienka (17. Juni) zum Major befördert. Nach der Schlacht bei Golkow (8. Juli 1794) wurde Kniaziewicz zum Oberst befördert, zwei Monate später dann zum General. An der Verteidigung Warschaus hatte er hervorragenden Anteil. In der Schlacht von Maciejowice (10. Oktober) befehligte Kniaziewicz den linken Flügel, geriet aber in Gefangenschaft, aus der ihn erst die Thronbesteigung des Zaren Pawel 1796 befreite. In der polnischen Legion nahm er 1796 an den französischen Operationen gegen Rom und Neapel teil. Nach der Schlacht bei Marengo bildete er am Rhein eine neue polnische Legion, die er mit Auszeichnung in der Schlacht bei Hohenlinden befehligte. Nach dem Frieden von Lunéville 1801 zog sich Kniaziewicz auf seine Güter zurück. 
1812 erhielt er von Jérôme Bonaparte das Angebot, in dessen Generalstab einzutreten. Wenig später wurde er zum Befehlshaber der 18. Division ernannt und zeichnete sich in der Schlacht um Smolensk, der Schlacht bei Borodino sowie in der Schlacht bei Wjasma aus. 1814 ließ sich Kniaziewicz in Dresden nieder. 
Als 1822 die Verschworenen bei den polnischen Aufständen Kniaziewicz zu ihrem Oberhaupt wählten, verlangte Russland dessen Auslieferung, die jedoch verweigert wurde. Beim Ausbruch des Novemberaufstandes 1830 eilte Kniaziewicz nach Paris, um Frankreich zur Unterstützung Polens zu bewegen. Er kehrte nicht nach Dresden zurück.
Karol Kniaziewicz starb am 9. Mai 1842 in Paris.

## Ehrungen
Sein Name ist am Triumphbogen in Paris in der 12. Spalte eingetragen.

## Veröffentlichungen
- Ob die Polen ihre Unabhängigkeit erkämpfen können. Paris (1831)

| Personendaten    | Personendaten      |
| ---------------- | ------------------ |
| NAME             | Kniaziewicz, Karol |
| KURZBESCHREIBUNG | polnischer General |
| GEBURTSDATUM     | 4. Mai 1762        |
| GEBURTSORT       | Assiten, Kurland   |
| STERBEDATUM      | 9. Mai 1842        |
| STERBEORT        | Paris              |